# Reproduktorová soustava

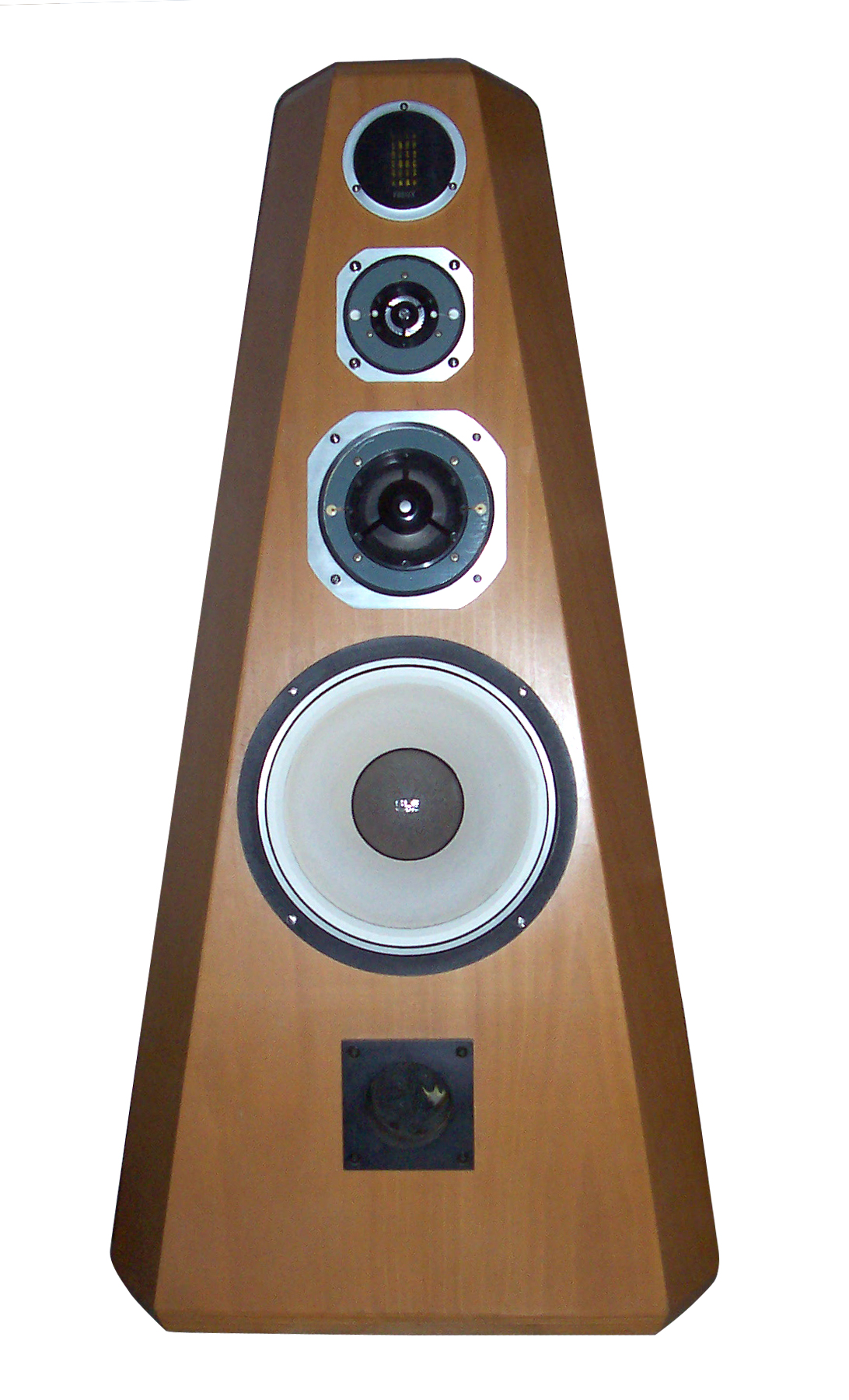
Čtyřpásmová reprosoustava

Reproduktorová soustava (reprosoustava, „reprobedna“) je skupina reproduktorů, obvykle umístěná do jedné skříně, zvané ozvučnice. (pozn.: jako reprosoustava je označována i ozvučovací jednotka pro kina, přestože může obsahovat v ozvučnici jen jeden reproduktor a druhý, se svým vlastním zvukovodem může být umístěn mimo ozvučnici)

## Stavba
Reprosoustavy jsou zpravidla realizovány jako ozvučnice ze dřeva, MDF, či jiného materiálu, jsou osazeny reproduktory, obsahují tlumící materiál, připojovací svorky a kabeláž. Důležitou součástí vícepásmových reprosoustav jsou „výhybky“ tj. elektronické filtry - dolní, pásmové a horní propusti. Výhybky v některých případech nejsou uvnitř skříně a soustava má více přívodů, do kterých se přivádí zvuková pásma již rozdělená. Celek je nastaven tak, aby pokryl pokud možno maximálně vyrovnaně celé akustické pásmo.

## Ozvučnice
Ozvučnice jsou obvykle z materiálů na bázi dřeva – dřevovláknových desek, překližky, MDF, vrstvených materiálů podobného druhu. V leckterých případech se používá i jiný materiál – plasty, tvrzený papír a podobně.
Rozhodující vlastností materiálů je tuhost ozvučnice a její vhodné rozměry, za určitých okolností i odolnost vůči prostředí (instalace v exteriéru) apod.

### Typy ozvučnic
Z fyzikálního hlediska je ideální ozvučnicí nekonečná rovinná deska osazena jediným reproduktorem pokrývajícím celé akustické spektrum. Toto však pochopitelně nemůže v praxi existovat, proto jsou výrobci nuceni uzavírat reproduktory do boxů (beden, skříní) různé konstrukce, které mají napomáhat při reprodukci zvuku nedokonalými reproduktory.
Nejjednodušší konstrukce reprosoustav mívají ozvučnici vzduchotěsně uzavřenou, složitější konstrukce pak používají různé formy akustických obvodů určených k úpravě, odrazu a zesílení či potlačení určitých částí zvuku. Nejznámějším a konstrukčně nejjednodušším typem jednoduchého akustického obvodu je bassreflex. Ten bývá velmi často používán při konstrukci speciálních reprosoustav určených pro reprodukci nízkých kmitočtů v tzv. subwooferech v kompletech pro domácí kino.
V praxi se také často používají částečně otevřené ozvučnice (např. kytarová komba atd).

## Výhybky
Reproduktorová výhybka je elektronický obvod s jedním vstupem a alespoň dvěma výstupy, který rozděluje přivedený signál na několik frekvenčních pásem, obvykle lidově nazývaných "basy", "středy", "výšky" apod., tyto pojmy však nejsou nijak závazné (například u dvoupásmové soustavy se dá také hovořit o rozdělení na "středobasy" a "výšky"). Hlavní veličinou, která popisuje výhybku jsou (kromě počtu pásem) dělicí frekvence (označované f0), což jsou kmitočty, na kterých dochází k rozdělení pásem. Některé výhybky umožňují jemně nastavit amplitudu signálu v jednotlivých pásmech. Součástí výhybek bývají i obvody kompenzující frekvenční závislost impedance reproduktorů.

### Prvky výhybek
Výhybky se skládají z filtrů, jejichž základními typy jsou "horní propust" a "dolní propust", které utlumují signál o nižší (v případě horní propusti) nebo vyšší (dolní p.) frekvenci, než je nastavena frekvence dělicí. Další typy filtrů, např. "pásmovou propust" lze vytvořit sloučením filtrů jednodušších.
Nejjednodušší filtry se dají realizovat pomocí jedné součástky – cívka jako dolní propust resp. kondenzátor jako horní propust; takovýto filtr bude mít teoreticky strmost 6 dB/oct.

### Strmost
Útlum filtru je dán takzvanou strmostí – určuje o kolik decibelů se sníží signál na dané frekvenci f1, která je definovaná dělicí frekvencí a intervalem. Nejčastěji je strmost u reproduktorových výhybek uváděna v jednotkách [dB/oct] (čti: decibel na oktávu), z čehož vyplývá, že frekvence f1 je dvakrát vyšší (u dolní propusti), resp. poloviční (u horní p.), než je frekvence f0.

### Typy výhybek
Nejběžnější jsou pasivní výhybky, tj. nevyžadují napájecí napětí. Zpravidla jsou umístěny uvnitř reprosoustavy, nemají žádné ovládací prvky a nejčastěji jsou realizovány kombinací cívek a kondenzátorů, mohou obsahovat také ochranný odpor či žárovku. Pasivní výhybka se umísťuje mezi zesilovač a reproduktory, proto musí byt realizována ze součástek dimenzovaných pro maximální výkon předpokládaného zesilovače.
Aktivní reproduktorová výhybka, někdy označovaná jako "crossover" (v angličtině je slovo crossover používáno pro signálové výhybky obecně), vyžaduje napájecí napětí, mívá ovládací prvky a nejčastěji se používá tam, kde se předpokládá potřeba "ladění výhybky", tj. nastavení dělicích frekvencí, popř. dalších parametrů (např. zisk na konkrétních pásmech). Aktivní výhybky se zapojují mezi zdroj nf signálu a zesilovače, z toho logicky vyplývá potřeba použití samostatného zesilovače pro každé pásmo. Aktivní výhybky bývají také někdy součástí aktivního subwooferu.

## Reproduktory a pásma
V praxi je velmi obtížné vytvořit reproduktor (neboli elektroakustický měnič, dále v textu jen měnič), který by plně a věrně pokryl celé akustické spektrum, což výrobci standardně obcházejí rozdělením akustického spektra na několik pásem, pro která jsou použity speciální typy reproduktorů. Reprodukci v daném pásmu tedy zajišťuje jeden nebo více reproduktorů.
Rozdělení mají na starosti aktivní nebo pasivní výhybky, které však nepříznivě ovlivňují impedanční charakteristiku celé reprosoustavy. Proto je třeba volit kompromisní řešení, aby se zvuk u vícepásmových reprosoustav nezačal zhoršovat.
V praxi se používají:
- Jednopásmová reprosoustava

Speciálním druhem je tzv. širokopásmová reprosoustava
- Jeden-a-půl-pásmová reprosoustava

Místo výhybky se používá jen ochranný kondenzátor jako horní propust pro výškový reproduktor. Na svorky druhého měniče je přiveden celý vstupní signál bez kmitočtového omezení. Předpokládá se však použití reproduktoru neschopného přenášet vyšší kmitočty.
- Dvoupásmová reprosoustava

Jedná se o nejjednodušší plnohodnotné rozdělení na dvě pásma, nejčastěji středobasy a výšky. V praxi je možné se setkat nejčastěji se systémy o dvou nebo třech měničích (1 × výškový + 2 × středobasový). Méně často jsou vyráběny systémy s větším počtem měničů. Použitím více měničů pro nejnižší kmitočty je možné částečně kompenzovat absenci jednoho podstatně většího měniče, který by požadované frekvence reprodukoval s dostatečnou intenzitou. Díky tomu je možné navrhovat podstatně užší reprosoustavy při dodržení požadovaných parametrů.
- Dvou-a-půl-pásmová reprosoustava

Jedná se v podstatě o dvě výhybky: první část rozdělí signál na středobasy a výšky, následně je ještě oddělen signál pro basový reproduktor, který je velmi často realizován stejným modelem, jako středobasový. Tohoto zapojení se využívá především u měničů, které sice zvládnou reprodukci středních i nižších kmitočtů, nižší však nemají požadovanou intenzitu.
- Třípásmová reprosoustava

Třípásmová reprosoustava využívá všech zmíněných typů filtrů ve výhybce, tedy horní, pásmovou i dolní propust. Často se využívá možnosti zdvojení basového měniče, méně obvyklé (a méně efektivní) bývá zdvojení měniče středového. I zde platí další vlastnosti popsané u dvoupásmové reprosoustavy.
- Tří-a-půl-pásmová reprosoustava, čtyř-pásmová reprosoustava a vícepásmové reprosoustavy

Tří-a-půl, popř. čtyř-pásmový systém je používán v zásadě pouze u profesionálního ozvučení pro větší počet posluchačů. Platí zásady stejné, jak pro systémy méně složité, zpravidla však bývají měniče pro nejnižší pásma osazeny v oddělené reproduktorové skříni. Použití více než čtyř plnohodnotných pásem je teoreticky samozřejmě možné, nicméně konstrukce by byla neúměrně nákladnější.

V praxi velice často počet reproduktorů neodpovídá počtu pásem – nejčastěji se konstruují systémy se dvěma basovými měniči, není však výjimkou soustava o třech i více reproduktorech pro dané pásmo. Důvodem je zvýšení akustického tlaku daného pásma. Je ovšem nutno počítat i s dalšími jevy, ke kterým dochází u takovýchto systému: jsou to především interference, které značně zhoršují poslechové vlastnosti zvláště u vyšších kmitočtů. Naopak u nižších kmitočtů lze vhodným uspořádáním dvou identických měničů o něco rozšířit frekvenční rozsah směrem dolů.

## Dělení reprosoustav dle umístění zesilovače

### Aktivní reprosoustavy
Mají v sobě zabudovaný vlastní zesilovač. Nejčastěji se jedná o reprosoustavy k počítači, malé reproduktory k přenosným MP3 přehrávačům nebo studiové monitory. Některé využívají dvou zabudovaných zesilovačů (bi-amp), jeden na zesilování vysokých frekvencí a druhý na zesílení basových.

### Pasivní reprosoustavy
Potřebují externí zesilovač. V praxi vypadá zapojení tak, že ze zdroje zvuku (např. zvuková karta, MP3 přehrávač, televize atd.) vede zvukový signál do zesilovače a odtud zesílený do reproduktorů.